# 福岡市立壱岐東小学校
福岡市立壱岐東小学校（いきひがししょうがっこう）は、福岡県福岡市西区橋本1丁目にある公立小学校。

## 校勢
2019年5月1日現在
- 学級数 - 単式学級7学級、特別支援学級1学級
- 児童数 - 148人（うち特別支援学級4人）

## 沿革
1978年に壱岐小学校から分離する形で開校。高齢化や保護者の転出で校区内の平均年齢は年々上昇しており、反比例して児童数は近年減少している。

### 年表
- 1978年（昭和53年） - 市内114番目の小学校として開校
- 1996年（平成8年） - 難聴特別支援学級及び難聴・言語障がい通級指導教室設置
- 2010年（平成22年） -ＬＤ・ＡＤＨＤ等通級指導教室設置[4]

## 学校教育目標
- すべての教育活動の基を子供におき、人間尊重の精神を基盤にして、徳・知・体の調和のある人間形成をめざすとともに、平和で文化的国家・社会形成者として２１世紀を創造する、心身ともに健康で豊かな人間性と自ら考え正しく判断する力及び思いやりのあるたくましい実践力を持った子供の育成をめざす。[5]

## 通学区域
- 福岡市西区のうち、以下の区域 [6]
  - 拾六町	2丁目16番(壱岐中校地)
  - 壱岐団地	1番～93番
  - 橋本	1丁目14番(壱岐東小校地)

校舎は福岡市西区の南東部、福岡外環状道路沿いにある。主な校区である壱岐団地地区は県営住宅、市営住宅及び県住宅供給公社の賃貸共同住宅がほとんどを占める（2015年度で99％が共同住宅）周辺には福岡市立西体育館やショッピングモール、スーパーなどの量販店があり生活の利便性は高い。

### 進学先中学校
- 福岡市立壱岐中学校

### 校区が隣接する小学校
- 福岡市立福重小学校
- 福岡市立壱岐小学校
- 福岡市立壱岐南小学校

### 校区内の主な施設
- 壱岐中学校
- めぐみ保育園
- 野方保育園

## 校歌
- 作詞：長井盛之
- 作曲：森脇憲三

## 交通
- 福岡市地下鉄七隈線橋本駅　徒歩10分
- 西鉄バス壱岐東小学校前バス停